# Lee Sung-min (cầu thủ bóng đá)
Đây là một tên người Triều Tiên, họ là Lee.
Lee Sung-Min (tiếng Hàn: 이성민, sinh ngày 16 tháng 5 năm 1986) là một cầu thủ bóng đá Hàn Quốc hiện tại thi đấu cho đội bóng tại Giải Quốc gia Hàn Quốc Gangneung City FC.

## Sự nghiệp câu lạc bộ
Ngày 20 tháng 11 năm 2008, Gangwon chọn Lee tại đợt tuyển quân K League 2009. Anh có bàn thắng đầu tiên cho Gangwon ngày 22 tháng 4 năm 2009, trong trận đấu trước Daejeon Citizen tại vòng bảng Cúp Liên đoàn.
Vào mùa giải 2010, anh xuống chơi ở giải hạng hai bóng đá Hàn Quốc, gia nhập đội bóng tại Giải Quốc gia Hàn Quốc Gangneung City FC. Anh trở thành cầu thủ ra sân thường xuyên cho đội bóng mới. Ngày 4 tháng 1 năm 2011, có thông báo rằng Lee sẽ trở lại K League, gia nhập Daegu FC.
Vào mùa giải 2016, anh thi đấu cho Buriram United ở Toyota Premier Cup với Nagoya Grampus Eight chỉ với 45 phút. Hợp đồng bị hủy bỏ nên anh chưa thi đấu ở Giải bóng đá Ngoại hạng Thái Lan dù chỉ một trận.

## Thống kê sự nghiệp câu lạc bộ
Tính đến 5 tháng 1 năm 2011
| Thành tích câu lạc bộ | Thành tích câu lạc bộ | Thành tích câu lạc bộ  | Giải vô địch | Giải vô địch | Cúp     | Cúp       | Cúp Liên đoàn | Cúp Liên đoàn | Tổng cộng | Tổng cộng |
| Mùa giải              | Câu lạc bộ            | Giải vô địch           | Số trận      | Bàn thắng    | Số trận | Bàn thắng | Số trận       | Bàn thắng     | Số trận   | Bàn thắng |
| Hàn Quốc              | Hàn Quốc              | Hàn Quốc               | Giải vô địch | Giải vô địch | Cúp KFA | Cúp KFA   | Cúp Liên đoàn | Cúp Liên đoàn | Tổng cộng | Tổng cộng |
| --------------------- | --------------------- | ---------------------- | ------------ | ------------ | ------- | --------- | ------------- | ------------- | --------- | --------- |
| 2009                  | Gangwon FC            | K League               | 12           | 0            | 2       | 0         | 4             | 2             | 18        | 2         |
| 2010                  | Gangneung City FC     | Giải Quốc gia Hàn Quốc | 26           | 10           |         |           | -             | -             | 26        | 10        |
| 2011                  | Daegu FC              | K League               | -            | -            | -       | -         | -             | -             | -         | -         |
| Tổng cộng             | Hàn Quốc              | Hàn Quốc               | 38           | 10           | 2       | 0         | 4             | 2             | 43        | 12        |
| Tổng cộng sự nghiệp   | Tổng cộng sự nghiệp   | Tổng cộng sự nghiệp    | 38           | 10           | 2       | 0         | 4             | 2             | 43        | 12        |